# Nepal en los Juegos Olímpicos de Moscú 1980
Nepal estuvo representado en los Juegos Olímpicos de Moscú 1980 por diez deportistas masculinos que compitieron en tres deportes.
El equipo olímpico nepalí no obtuvo ninguna medalla en estos Juegos.